# Красна Горка (Лукояновський район)
Красна Горка (рос. Красная Горка) — присілок в Лукояновському районі Нижньогородської області Російської Федерації.
Населення становить 3 особи. Входить до складу муніципального утворення Кудеяровська сільрада.

## Історія
Від 2009 року входить до складу муніципального утворення Кудеяровська сільрада.

## Населення
| 2002 | 2010 |
| ---- | ---- |
| 9    | ↘3   |